# Yidiny
Yidiny är ett australiskt språk som talades av 19 personer år 2016. Yidiny talas i Queensland. Yidiny tillhör de pama-nyunganska språken och dess närmaste släktspråk är bl.a. dyaabugay. Språket anses vara utdöende.. 
Yidiny har ingen skriftlig standard.

## Fonologi

### Konsonanter
|             | Labial | Alveolar | Palatal | Velar |
| ----------- | ------ | -------- | ------- | ----- |
| Klusil      | b      | d        | ɟ       | g     |
| Nasal       | m      | n        | ɲ       | ŋ     |
| Lateral     |        | l        |         |       |
| Tremulant   |        | r        |         |       |
| Approximant | w      | ɻ        | j       |       |

Källa:

### Vokaler
|        | Främre | Central | Bakre |
| ------ | ------ | ------- | ----- |
| Sluten | i      |         | u     |
| Öppen  |        | a       |       |

Alla vokaler kan vara både korta och långa.
Källa: